# 8. armada (Wehrmacht)
Za druge 8. armade glejte 8. armada.
8. armada (izvirno nemško 8. Armee) je bila armada v sestavi Heera (Wehrmacht) med drugo svetovno vojno.

## Zgodovina
Armada je bila ustanovljena 1. avgusta 1939 v Dresdnu. Po poljski kampanji je bila armada nastanjena na nemško-sovjetski interesni meji. 20. oktobra 1939 je bila preimenovana v 2. armado.
Ponovno je bila ustanovljena 22. avgusta 1943 v južni Rusiji s preoblikovanjem Armee-Abteilung Kempf.

## Vojna služba
| Datum                       | Nadrejeno poveljstvo           | Področje (vir)   |
| september 1939              | Armadna skupina Jug            | Poljska kampanja |
| september 1943 - april 1944 | Armadna skupina Jug            | Vzhodna fronta   |
| april - oktober 1944        | Armadna skupina Južna Ukrajina | Vzhodna fronta   |
| oktober 1944 - maj 1945     | Armadna skupina Jug            | Vzhodna fronta   |
| maj 1945                    | Armadna skupina Ostmark        | Vzhodna fronta   |

## Organizacija

### Stalne enote
1939
- Korück 530
- Armee-Nachschubführer 531
- Armee-Nachrichten-Regiment 511

1943
- Höh. Arko 310
- Korück 558
- Armee-Nachrichten-Regiment 570
- Kommandeur Armee-Nachschub-Truppen 526

### Dodeljene enote
1. september 1939
- XIII. Armeekorps
- X. Armeekorps
- Grenz-Abschnitt-Kommando 13
- Grenz-Abschnitt-Kommando 14
- 30. pehotna divizija

5. september 1943
- XXXXVII. Armeekorps
- III. Armeekorps
- XI. Armeekorps
- XXXXII. Armeekorps

1. januar 1944
- XI. Armeekorps
- XXXXVIII. Armeekorps
- III. Armeekorps

15. junij 1944
- 4. (romunska) armada
- IV. Armeekorps
- 4. (romunski) korpus
- XXXX. Armeekorps
- 18. (romunska) gorska divizija

26. november 1944
- 1. (madžarska) armada
- IX. (madžarski) korpus
- 9. (madžarska) mejna lovska divizija
- XXIX. Armeekorps

12. april 1945
- LXXII. Armeekorps
- IV. Armeekorps
- XXXXIII. Armeekorps

## Poveljstvo
Poveljnik
- Generalpolkovnik Johannes Blaskowitz (1. september 1939 - 14. oktober 1939)
- General tankovskih enot Werner Kempf (30. julij 43 - 15. avgust 1943)
- General pehote Otto Wöhler (15. avgust 1943 - 28. december 1944)
- General gorskih enot Hans Kreysing (28. december 1944 - 8. maj 1945)